# Porto Velho do Cunha
Porto Velho do Cunha é o terceiro distrito do município de Carmo, no estado do Rio de Janeiro, na divisa com Minas Gerais.
Está localizado às margens do rio Paraiba do Sul, e tem como atrativo principal a pesca esportiva, que também é uma importante atividade econômica da localidade. Tem aproximadamente dois mil habitantes e estima-se que tenha quase 200 anos. Sua padroeira é Nossa Senhora das Dores.
Em 1784, por ordem do governador da Província de Minas Gerais, Luiz da Cunha Menezes, foi construído um cais para atracação de barcas, denominado Porto do Cunha em homenagem ao governador. Foi, então, instalado o porto de registro por onde passava todo o ouro vindo das minas em direção à capital do país, Rio de Janeiro e, mais tarde, criado um novo porto conhecido como Porto Novo do Cunha (Além Paraíba). Por isso o nome Porto Velho do Cunha. O velho cais de madeira já não existe mais, nem as barcas, mas o paredão de pedras onde elas ficavam atracadas ainda se tem vestígios. Fatos históricos e curiosos aconteceram, como a passagem do Mão de Luva, maior bandido do Império que, fugindo da guarda real, foi escondendo o ouro roubado daqui até Cantagalo, na intenção de buscá-lo mais tarde. Como foi capturado, toda a fortuna ficou perdida. Tempos depois, fazendeiros da região escavaram suas terras à procura daquele ouro, porém nada nunca foi encontrado. Há quem ainda pense em procurar. Há quem diga também que Tiradentes e Dom Pedro II andaram por estas terras.